# 蘭嶼八角金盤
蘭嶼八角金盤（学名：Osmoxylon pectinatum）为五加科蘭嶼八角金盤屬下的一个种。